# 이누크티투트어
이누크티투트어(ᐃᓄᒃᑎᑐᑦ)는 이누이트어의 일종으로, 캐나다 북부에서 사용되는 방언군이다. 캐나다 누나부트 준주와 노스웨스트 준주의 공용어로 지정되어 있으며, 퀘벡주의 누나빅에서는 이누이트 학교에서 언어를 가르칠 수 있도록 법적으로 지정되어 있다. 이누크티투트어는 이누크티투트 고유 문자 또는 라틴문자로 표기된다.

## 문법
이누크티투트어는 접사를 붙여 표현하는 체계를 갖고 있기 때문에, 낱말이 길어지는 경우가 많다. 예를 들면,
tusaatsiarunnanngittualuujunga
나는 잘 들을 수 없습니다.
위 문장은 ‘듣다’라는 뜻의 tusaa에 여러 개의 접사를 붙여서 만들어진다.
| ᓱᑯᑎᒧᑎᕿᑯᓄᐅᑎᒧ)ᐳᕆᖕᙱᕗᔪᖕᒍᐳᓱᕿᑭᖑᒧᐃᑭᒧᖑᐃᓱᑭᐃᓱᕿᐃᑎᒧᑦᖅᒥᑐᑭᐃᓯᑲ - |                   |
| ᒃᒥᕐᒥᒃᒥᒃᑦᕐᒥᒃᖅᓯᒥᑦᒃᖅᒻᑐᑦᐃᑐᓯᑭᑎᓱᙵᖕᕆᙳᕕᕆᐱᖕᖅᑐᕿᐃ ᖅ          | ᑦᖅᒥᒃᖅᒥᒥ           |
| ᓯᑭᕿᒧᑭᐃᒧᐃᑭᒧ ᓄ                                      | (부정문을 만든다) |
| -tualuu-                                          | 아주              |
| -junga                                            | 1인칭 단수        |

이누이트어에는, 일부 저작물에서 주장되는 것처럼, 눈에 관한 수백 개의 언어가 있는 것은 아니며, 어휘의 개수를 세는 방법에 따라 다르게 조사된다. 후하게 쳐서 전문가들은 약 10개 정도라고 한다. 이누이트어에서 눈이라는 뜻의 낱말은 qanik와 aput이 있는데, 이누크티투트어에서는 여기에 여러 접사를 붙여서 길고 다양한 ‘낱말’들을 만들어 낸다. 이는 한국어에서 용언을 더해서 낱말의 주체를 더 자세히 말해주는 것과 비슷하다. (‘내리는 눈’, ‘흩날리는 눈’ 등)

## 음성
|                    |        | IPA  | Inuujingajut | 비고                                  |
| ------------------ | ------ | ---- | ------------ | ------------------------------------- |
| 전설 비원순 저모음 | 단모음 | /a/  | a            |                                       |
| 전설 비원순 저모음 | 장모음 | /aː/ | aa           |                                       |
| 전설 비원순 고모음 | 단모음 | /i/  | i            | 단모음 i는 가끔 [e]나 [ɛ]로 소리낸다. |
| 전설 비원순 고모음 | 장모음 | /iː/ | ii           |                                       |
| 후설 비원순 고모음 | 단모음 | /u/  | u            | 단모음 u는 가끔 [o]나 [ɔ]로 소리낸다. |
| 후설 비원순 고모음 | 장모음 | /uː/ | uu           |                                       |

|             | 순음  | 치조음              | 경구개음      | 연구개음 | 구개수음 | 비고 |
| ----------- | ----- | ------------------- | ------------- | -------- | -------- | --- |
| 무성 파열음 | p /p/ | t /t/               |               | k /k/    | q /q/    | - 모든 파열음은 무기음이다. - Siglitun에서 [x]가 /k/를 대신하고, 다른 방언에서도 홀소리 사이, 홀소리와 반홀소리 사이에서는 [x]로 소리내기도 한다. - /q/는 r로 쓰기도 한다.                                                 |
| 무성 마찰음 |       | s /s/ ł /ɬ/ (h /h/) |               |          |          | - Kivallirmiutut와 Natsilingmiutut에서는 h가 s를 대신하며 Inuinnaqtun에서는 h가 s, ɫ를 대신한다. - ɫ을 &, l로 표기하기도 한다.                                                                                             |
| 유성음      | v /v/ | l /l/               | j /j/ (j /ɟ/) | g /ɡ/    | r/ɢ/     | - /ɟ/는 대부분의 방언에서 쓰이지 않으며 따로 쓰이는 글자가 없다. - Siglitun에서 [ɣ]가 /ɡ/를 대신하고, 다른 방언에서도 홀소리 사이, 홀소리와 반홀소리 사이에서는 [ɣ]로 소리내기도 한다. - /ɢ/는 비음 앞에서 [ɴ]로 동화한다. |
| 비음        | m /m/ | n /n/               |               | ng /ŋ/   |          | - ng의 중복은 nng로 쓴다. |

## 표기 체계

이누크티투트어 음절 문자. 각각의 문자 오른쪽에 해당하는 로마자 표기가 쓰여 있다. 점이 찍힌 것은 장모음을 나타내며, 이를 로마자로 쓸 때에는 모음을 중복해서 쓴다.

이누크티투트어를 기록하는 방법은 지방마다 다르다. 위에서 쓰인 로마 문자 표기는 누나부트 주에서 쓰이는 Inuujingajut이다. 서부 누나부트와 노스웨스트 테러토리에서는 이누이트어의 방언을 쓰기 때문에 표기가 다르다. 알래스카에서 쓰이는 표기도 앞서 설명한 것과 다른 것이다. Nunatsiavut에서는 독일어를 쓰는 선교사가 고안한 표기법을 쓰고 있으며, 여기엔 크라(ĸ)도 쓰인다.
1970년대에 캐나다의 Inuit Cultural Institute에서는 선교사 제임스 에번스가 크리어를 위해 고안한 음절 문자를 표기 체계로 받아들였다. 음절 문자로 불리지만 이를 아부기다로 여기는 사람도 있다. 이 문자는 유니코드 문자집합에 포함되어 있다.

## 같이 보기
- 아메리카 원주민 언어
- 이누이트어
- 툴레인